# 窪田有美
窪田 有美（くぼた ゆみ、12月22日 - ）は、キャスター、ラジオパーソナリティ、通訳。愛媛県出身。
1996年からオーディションをきっかけにラジオパーソナリティとしてのキャリアをスタート。NHK-FM、NACK5、FM802、ニッポン放送 などで音楽番組・スポーツ番組などを担当。ラジオ・TV・イベントなどを通じ大物アーティストからインディーズバンドまで、インタビューはこれまで2000本以上に及ぶ。親しみやすいキャラクターでアーティストからの信望も厚い。番組での取材をきっかけにピラティス指導者資格を取得し、現在はインストラクターとしても活動している。

## 主な出演番組
- ミュージックスクエア(NHK-FM)
- ミュージックパイロット（NHK-FM）
- WEEKEND-A-GO-GO!（FM802）
- FUNKY JAMS 802（FM802）
- 独占!!Jリーグエキスプレス（ニッポン放送）
- The Shooting Hits!（FM NACK5）
- Hit Stream（FM NACK5）
- マジカルスノーランド99（FM NACK5）
- SATURDAY LIONS（FM NACK5）
- Jリーグ ストームライブ（FM NACK5）
- MIDNIGHT ROCK CITY（FM NACK5）
- ドコモキャッチアップシティ（FM NACK5）
- ミュージックチャレンジャー（FM NACK5）
- ゴルゴンゾーラ (企業)presents“Rare Track@Mobile”（FM NACK5）
- NACK de ROCK（FM NACK5）
- Hits The Spot!（FM NORTH WAVE）
- New Disc Preview（JFN）系列
- HMV TV（HMV TV）
- CD NEWS（千葉テレビ）系列
- CG27 インディーズステーションEAST（usen）
- ウェアハウス　フラッシュカウントダウン（usen）
- ライブUモーニング（usen）
- 花いっぱいの食卓（CSTV食チャンネル）

## 主なイベントなど
- NTT・ヤマハ「NGN×NETDUETTO」発表イベント
- コカコーラ記者会見
- ユニリーバ「Dove」新作発表イベント
- キングレコードコンベンション
- 布施明　全国イベントツアー司会
- at home web「音人の部屋」
- Jリーグ横浜Fマリノス スタジアムDJ
- OCN「音楽ブログ人　窪田有美のジャレたもん勝ち★」